# Genuri
Genuri (Giauni o Jauni in sardo) è un comune italiano di 296 abitanti della provincia del Medio Campidano, nella sub-regione storica della Marmilla.

## Geografia fisica

### Territorio
Si trova ai piedi dell'altopiano della Giara, confina con la provincia di Oristano (a ovest) e quella di Nuoro (a nord) dista circa 63 km da Cagliari e 45 da Oristano.

## Storia
Area già abitata in epoca nuragica per la presenza di alcuni resti di nuraghi, durante il medioevo appartenne al giudicato di Arborea e fece parte della curatoria di Marmilla. Alla caduta del giudicato (1420) fece parte del Marchesato di Oristano. Sconfitti definitivamente gli arborensi (1478) passò sotto il dominio aragonese entrando a far parte del Marchesato di Quirra, feudo prima dei Centelles e poi, dal 1798, degli Osorio de la Cueva. Venne riscattato a questi ultimi nel 1839 con la soppressione del sistema feudale.
Dal 1928 al 1958 fu unito al comune di Tuili.

### Simboli
Lo stemma e il gonfalone del comune di Genuri sono stati concessi con decreto del presidente della Repubblica del 25 febbraio 2008.
Il gonfalone è un drappo di bianco con la bordatura di verde.

## Monumenti e luoghi d'interesse
Di notevole interesse storico è il nuraghe San Marco (oggetto d'interessanti scavi archeologici) e l'omonima chiesa campestre.

## Società

### Evoluzione demografica
Abitanti censiti

### Lingue e dialetti
La variante del sardo parlata a Genuri è il campidanese occidentale.

## Economia

Gonfalone comunale

L'economia di Genuri è incentrata prevalente sull'agricoltura in genere, olio d'oliva e l'allevamento ovino e caprino.